# Iwona Fornalczyk
Iwona Fornalczyk (ur. 9 lutego 1964 w Sosnowcu) – polska aktorka teatralna i telewizyjna. Studiowała w Państwowym Studium Aktorskim Teatrów Lalek przy Teatrze Dzieci Zagłębia w Będzinie, a w 1990 zdała egzamin eksternistyczny.

## Teatr
- Teatr Dzieci Zagłębia w Będzinie (1983–1985)
- Teatr Lalki i Aktora „Ateneum” w Katowicach (1985–1987)
- Teatr Powszechny w Radomiu (1987–1988)
- Teatr Zagłębia w Sosnowcu (1988–2002)

## Filmografia

### Seriale telewizyjne
- Klan – nauczycielka w XXI Sportowym Gimnazjum w Warszawie, gdzie uczęszcza m.in. Błażej Popielak
- Plebania – Elżbieta, siostra Cieplaka
- Samo życie – pielęgniarka na oddziale chirurgii szpitala, w którym pracował doktor Bielawski, skorumpowany chirurg zdemaskowany przez Agnieszkę Dunin i Tomasza Popławskiego, dziennikarzy gazety „Samo Życie”)
- Na Wspólnej – lekarka
- M jak miłość – matka Uli
- Pitbull – urzędniczka (odc. 15)
- Kryminalni – matka Moniki
- Egzamin z życia – kobieta w galerii
- Wydział zabójstw – żona Mariana Kopca
- Hotel 52 – Irena Stankiewicz (odc. 33)

### Filmy
- Sztuczki – matka Stefka i Elki